# Unterer Neulhof

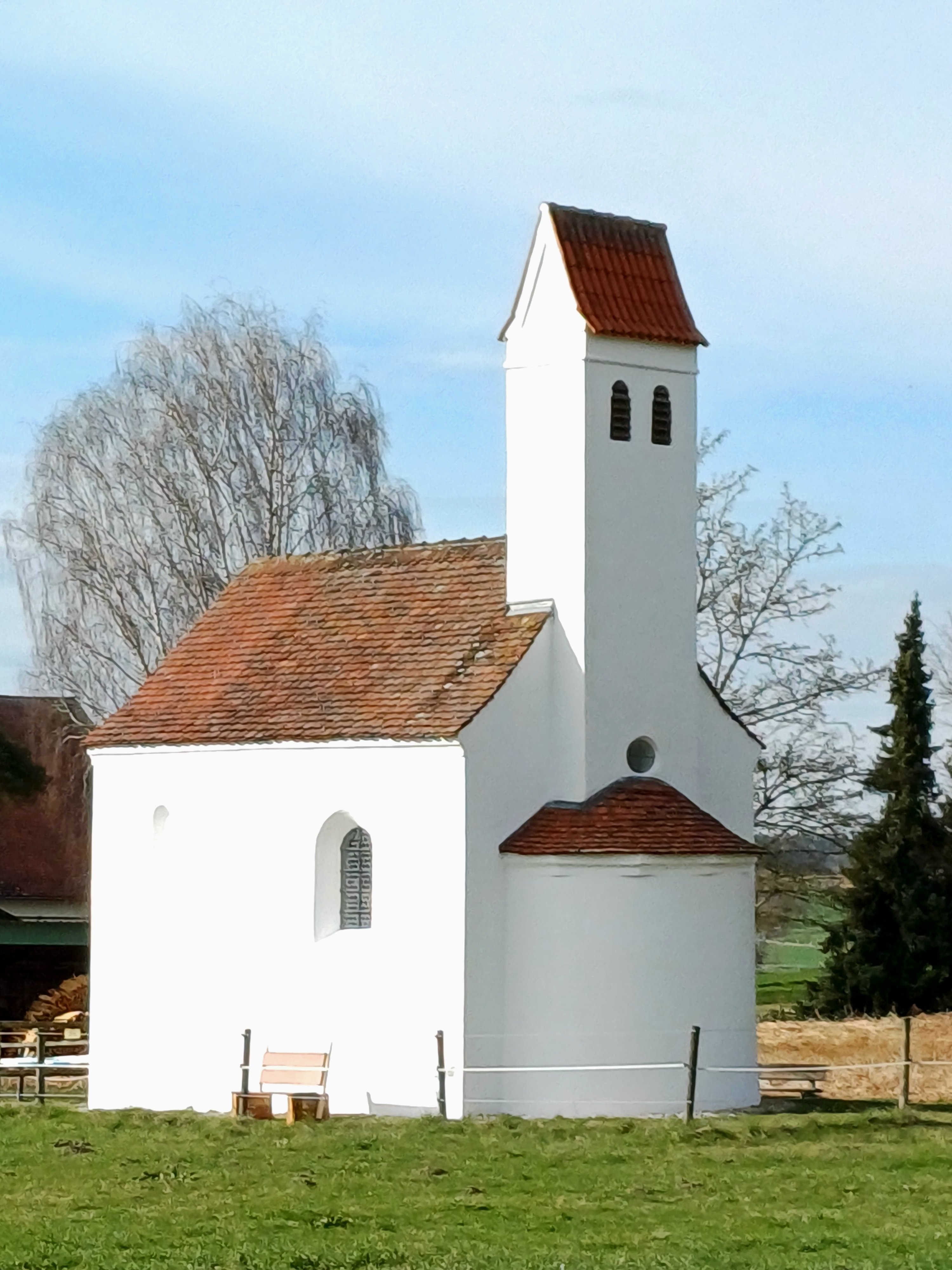
St. Bartholomäus

Der untere Neulhof (amtlich: Neulhof (unterer)) ist ein Gemeindeteil der Stadt Aichach im Landkreis Aichach-Friedberg.
Die Einöde liegt auf der Gemarkung Gallenbach im Tal der Paar etwa siebeneinhalb Kilometer südwestlich des Zentrums von Aichach. Die Postanschriften im Gemeindeteil lauten auf Unterneul [Hausnummer].